# Fonte Avellana

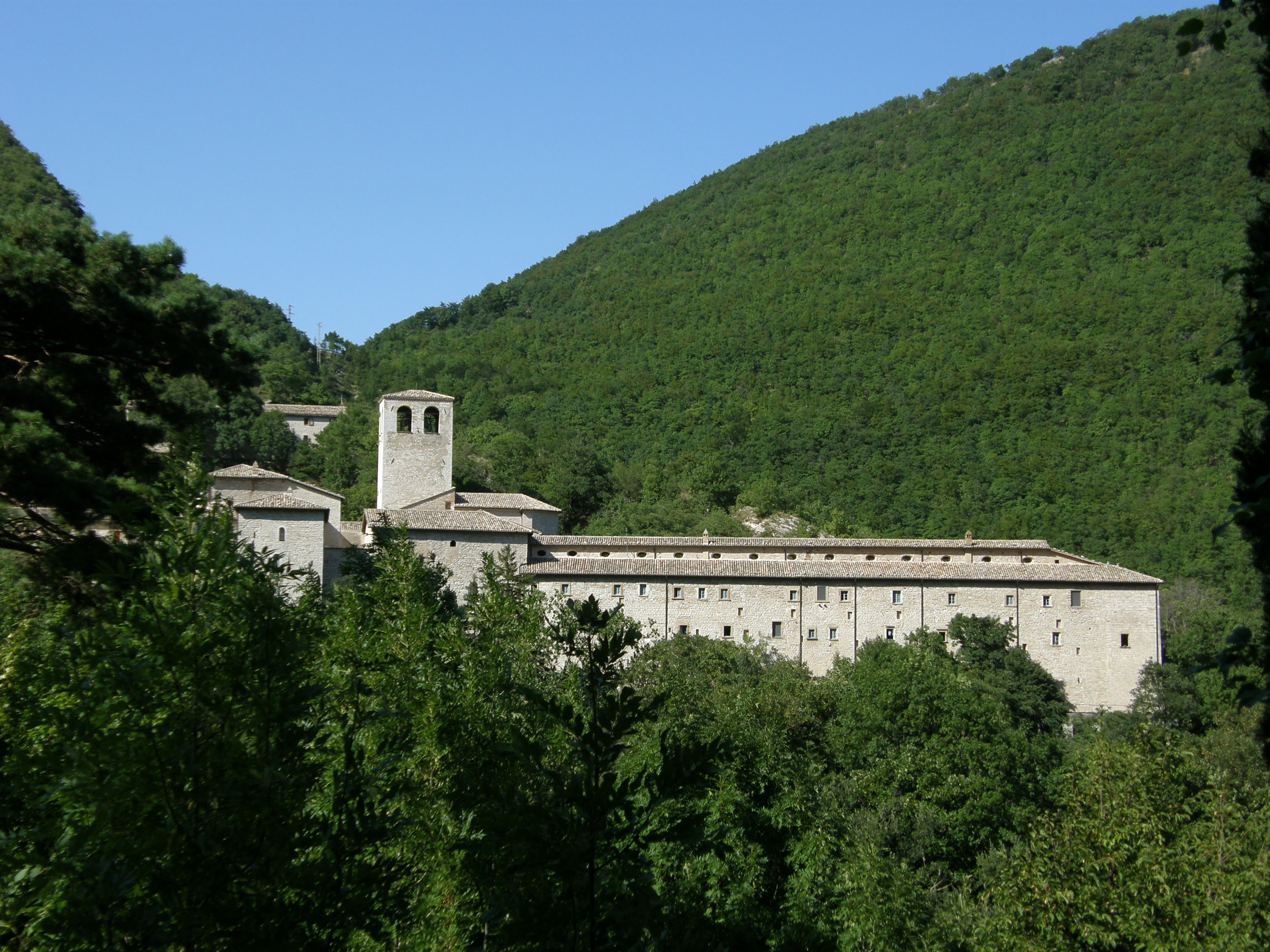
Klosterkomplex Fonte Avellana

Das Eremo di S. Croce di Fonte Avellana ist ein noch heute aktives Kloster in der mittelitalienischen Provinz Pesaro und Urbino und der Gemeinde Serra Sant’Abbondio.
Der touristische Reiz der Anlage besteht weniger in seiner (stark restaurierten) Architektur oder seiner (geringen) künstlerischen Ausstattung, sondern wirkt vielmehr durch seine einzigartige Lage in der bergigen Waldeinsamkeit abseits aller städtischen Zentren.

## Geschichte und Architektur
980 wurde die Einsiedelei auf Anregung des hl. Romuald an den Hängen des Monte Catria gegründet, im Laufe des Mittelalters wuchs sie durch ihr Skriptorium zu einiger Bedeutung heran. Petrus Damiani war hier seit 1035 Mönch und Prior seit 1043. 1570 ging das Kloster ganz an den Orden der Kamaldulenser über, dessen Mönche noch heute hier leben.
Zu den ältesten Bauteilen gehören Chor und Querhaus eines Kirchenraums, der heute kryptenähnlich zu einer jüngeren Oberkirche gelegen ist. Diesem hochmittelalterlichen Neubau wurde im 19. oder 20. Jahrhundert ein klassizistischer Chor hinzugefügt.
Die Klosterkirche Santa Croce wurde 1982 durch Papst Johannes Paul II. zur Basilica minor erhoben.

## Das Kloster als literarischer Ort
Die Eremitage wird in der Göttlichen Komödie (Paradiso, Gesang XXI, V. 106–111) von Dante Alighieri erwähnt, der die damals berühmte Bibliothek des Klosters besucht haben soll, deren historische Schätze heute verstreut sind.
| Italienisch | Übersetzung |
| --- | --- |
| «Tra ’ due liti d’Italia surgon sassi, e non molto distanti a la tua patria, tanto che ’ troni assai suonan più bassi, e fanno un gibbo che si chiama Catria, di sotto al quale è consecrato un ermo, che suole esser disposto a sola latria». | »Ein Felsjoch hebt sich zwischen Welschlands beiden Gestaden nicht gar weit von deiner Heimat So hoch, daß sehr viel tiefer hallt der Donner, Und bildet eine Kuppe, namens Catria, Darunter eine Wildnis eingeweiht ist, Die sich zu eignen pflegt einsamem Gott'sdienst.« |